# Undina (opera)
Undina (talvolta denominata anche Undine o Ondine) è un'opera in tre atti di Pëtr Il'ič Čajkovskij. Il libretto fu scritto da Vladimir Aleksandrovič Sollogub, che si basò sulla traduzione in russo di Vasilij Žukovskij della novella omonima di Friedrich de la Motte Fouqué.

## Storia della composizione
L'opera venne composta tra gennaio e giugno del 1869, ma Čajkovskij, dopo averla sottoposta invano ai responsabili dei teatri imperiali perché fosse rappresentata, nel 1873 distrusse la partitura, conservando solo alcuni brani. L'opera, quindi, non è mai stata eseguita interamente. I pezzi sopravvissuti sono:
1. Introduzione
2. Aria (Undina)
3. Coro
4. Duetto (Undina, Huldbrand)
5. Coro finale (solisti, coro)

Almeno tre brani (l'aria, il duetto ed il coro finale) furono eseguiti teatro Bol'šoj di Mosca il 28 marzo 1870.
Parte della musica dell'opera venne successivamente riutilizzata da Čajkovskij in altri suoi lavori:
- La processione nuziale del terzo atto fu adattata per l'Andantino marziale della Sinfonia n. 2 (1872).
- L'introduzione fu utilizzata senza modifiche come introduzione delle musiche di scena per La fanciulla delle nevi di Aleksandr Ostrovskij (1873).
- L'aria di Undina venne modificata per diventare la prima canzone di Lel ne La fanciulla delle nevi.
- Il duetto fu riutilizzato per il pas de deux (n. 13-V) di Siegfried e Odette nel secondo atto de Il lago dei cigni (1875–1876). Le parti vocali furono sostituite da parti soliste di violoncello e violino.

L'organico dell'orchestra era il seguente:
- Archi: violini I, violini II, viole, violoncelli e contrabbassi
- Legni: ottavino, 2 flauti, 2 oboi, 2 clarinetti (in si bemolle), 2 fagotti
- Ottoni: 4 corni (in fa), 2 trombe (in si bemolle), 2 tromboni, tuba
- Percussioni: timpani, triangolo, piatti, grancassa
- Altro: arpa, pianoforte

## Trama
L'azione ha luogo nel XV secolo al castello Ringstetten e dintorni, in Germania, presso il Danubio.

### Atto I
La capanna di un pescatore. Il vecchio pescatore Goldmann e sua moglie Bertha sono preoccupati per la loro figlia adottiva Undina, che si è cacciata chissà dove. Arriva il cavaliere Huldbrand chiedendo di poter pernottare. Egli racconta loro del bosco terribile e del bellissimo "angelo" che lo ha salvato e che è nient'altri che Undina. Quando Undina torna a casa il cavaliere le dichiara il suo amore e i due decidono di sposarsi. Dopo aver comunicato la cosa al vecchio pescatore, i due lasciano la capanna, quando scoppia una tempesta.

### Atto II
Nella dimora del Duca. Il Duca, padre putativo di Berthalda, già promessa sposa di Huldbrand, vuol vendicarsi di quest'ultimo per aver sposato Undina. Berthalda infatti ama ancora Huldbrand. Quest'ultimo entra in scena e dichiara di non amare più Undina e di voler tornare da Berthalda. Durante il banchetto in onore di Berthalda, Undina dichiara che la sua rivale è in realtà figlia di Goldmann e Bertha. Huldbrand infuriato scaccia Undina, e la ragazza addolorata si getta nel Danubio. Il cavaliere allora vuole salvarla, ma viene trattenuto. Il Duca è sconcertato.

### Atto III
Una strada, in lontananza si vede una chiesa. Il cavaliere è nuovamente innamorato di Undina e la piange. Berthalda lo chiama: tutto è pronto per le nozze, ma egli è esitante. Giunge il Duca, che racconta come lo spettro di Undina gli appaia ogni notte, supplicandolo di impedire il matrimonio. Berthalda insiste: non la ferma nemmeno l'arrivo di Goldmann, che ripete le parole di divieto dette dal Duca. Un messo fidato riferisce che Undina è uscita da un pozzo, sconvolgendo il corteo nuziale. Entrano il cavaliere e Undina, ed intonano un duetto amoroso, al termine del quale il cavaliere cade morto e Undina si trasforma in fontana. È ormai notte e sulle note del coro finale si chiude il sipario.